# كايت كابشاو
كايت كابشاو (بالإنجليزية: Kate Capshaw)‏ ممثلة أمريكية يهودية من مواليد 3 نوفمبر 1953.

## مواقع خارجية
- كايت كابشاو على موقع IMDb (الإنجليزية)
- كايت كابشاو على موقع ميتاكريتيك (الإنجليزية)
- كايت كابشاو على موقع روتن توميتوز (الإنجليزية)
- كايت كابشاو على موقع قاعدة بيانات الأفلام العربية
- كايت كابشاو على موقع ألو سيني (الفرنسية)
- كايت كابشاو على موقع ميوزك برينز (الإنجليزية)
- كايت كابشاو على موقع تيرنر كلاسيك موفيز (الإنجليزية)
- كايت كابشاو على موقع أول موفي (الإنجليزية)
- كايت كابشاو على موقع قاعدة بيانات الأفلام السويدية (السويدية)
- كايت كابشاو على موقع إن إن دي بي (الإنجليزية)